# Rotação mental

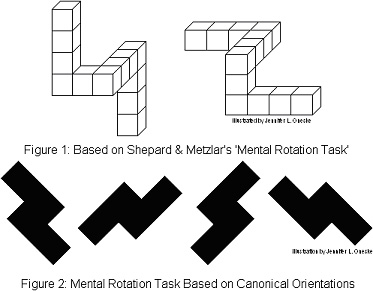

A rotação mental é a capacidade de girar representações mentais de objetos bidimensionais e tridimensionais, uma vez que está relacionada com a representação visual de tal rotação dentro da mente humana. Existe uma relação entre áreas do cérebro associadas à percepção e rotação mental. Também pode haver uma relação entre a taxa cognitiva de processamento espacial, inteligência geral e rotação mental.
A rotação mental pode ser separada nos seguintes estágios cognitivos:
1. Crie uma imagem mental de um objeto de todas as direções.
2. Gire o objeto mentalmente até que uma comparação possa ser feita (orientando o estímulo para outra figura).
3. Faça a comparação.
4. Decida se os objetos são iguais ou não.
5. Relate a decisão (o tempo de reação é registrado quando a alavanca é puxada ou o botão pressionado).

## Avaliação
Em um teste de rotação mental, o participante compara dois objetos 3D (ou letras), muitas vezes girados em algum eixo, e afirma se eles são a mesma imagem ou se são imagens espelhadas (enantiomorfos). Normalmente, o teste terá pares de imagens, cada uma girada em um número específico de graus (por exemplo, 0°, 60°, 120° ou 180°). Um determinado número de pares será dividido entre ser a mesma imagem girada, enquanto outros são espelhados. O pesquisador julga o participante sobre a precisão e rapidez com que ele pode distinguir entre os pares espelhados e não espelhados.

## Pesquisa notável

### Shepard e Metzler (1971)
Roger Shepard e Jacqueline Metzler (1971) foram alguns dos primeiros a pesquisar o fenômeno. Seu experimento testou especificamente a rotação mental de objetos tridimensionais. Cada sujeito foi apresentado com vários pares de objetos tridimensionais. O experimento foi projetado para medir quanto tempo cada sujeito levaria para determinar se o par de objetos era de fato o mesmo objeto ou dois objetos diferentes. A pesquisa mostrou que o tempo de reação dos participantes para decidir se o par de itens correspondia ou não era linearmente proporcional ao ângulo de rotação da posição original. Ou seja, quanto mais um objeto foi girado do original, mais tempo leva para um indivíduo determinar se as duas imagens são do mesmo objeto ou enantiomorfos.

### Vandenberg e Kuse (1978)
Em 1978, Steven G. Vandenberg e Allan R. Kuse desenvolveram um teste para avaliar as habilidades de rotação mental com base no estudo original de Shepard e Metzler (1971). O Teste de Rotações Mentais foi elaborado com desenhos em nanquim. Cada estímulo era uma imagem bidimensional de um objeto tridimensional desenhado por um computador. A imagem foi então exibida em um osciloscópio. Cada imagem foi então mostrada em diferentes orientações giradas em torno do eixo vertical. Seguindo as idéias básicas do experimento de Shepard e Metzler, este estudo encontrou uma diferença significativa nas pontuações de rotação mental entre homens e mulheres, com os homens tendo um desempenho melhor. As correlações com outras medidas mostraram forte associação com testes de visualização espacial e nenhuma associação com habilidade verbal.

## Atividade neural
Estudos de ativação cerebral de Imagem de ressonância magnética funcional (fMRI) durante a rotação mental revelam aumento consistente da ativação do lobo parietal, especificamente do sulco interparietal, que depende da dificuldade da tarefa. Em geral, quanto maior o ângulo de rotação, maior a atividade cerebral associada à tarefa. Este aumento na ativação do cérebro é acompanhado por tempos mais longos para completar a tarefa de rotação e maiores taxas de erro. Os pesquisadores argumentaram que o aumento da ativação do cérebro, o aumento do tempo e o aumento das taxas de erro indicam que a dificuldade da tarefa é proporcional ao ângulo de rotação.

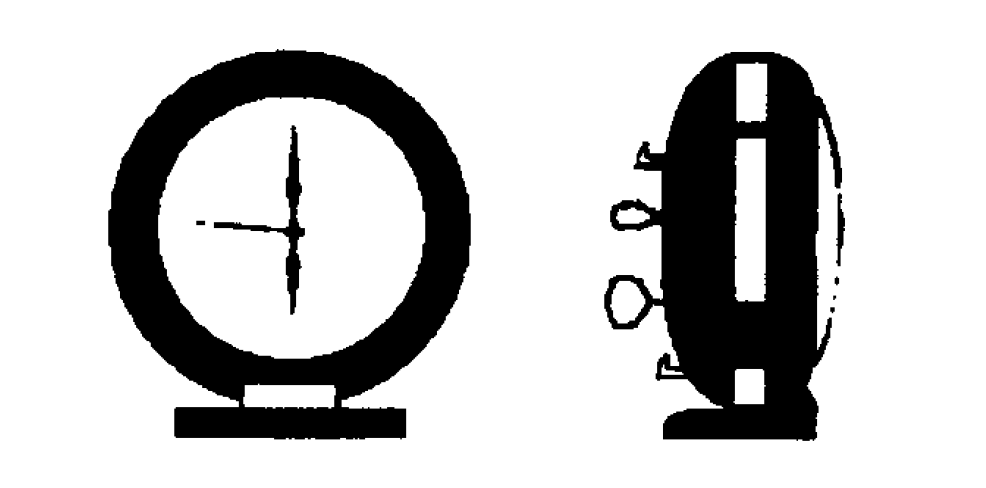
Rotação em profundidade de 90 graus

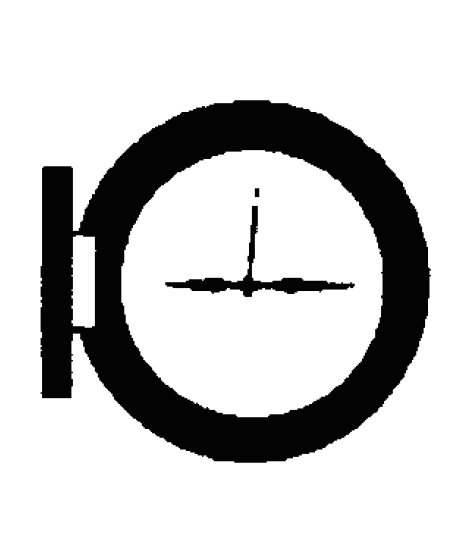
Rotação de 90 graus no plano da imagem

## Diferenças de Sexo
Alguns estudos mostraram que há uma diferença entre homens e mulheres nas tarefas de rotação mental. Para explicar essa diferença, a ativação do cérebro durante uma tarefa de rotação mental foi estudada. Em 2012, um estudo foi feito com pessoas que se formaram em ciências ou em artes. Homens e mulheres foram solicitados a executar uma tarefa de rotação mental, e sua atividade cerebral foi registrada com um fMRI. Os pesquisadores descobriram uma diferença na ativação do cérebro: os homens apresentam uma atividade mais forte na área do cérebro usada em uma tarefa de rotação mental.